# Pietro Lucatelli
Pietro Lucatelli (1637 – 1710) è stato un pittore italiano.

## Biografia
Nacque vicino a Roma, allievo di Ciro Ferri e Pietro da Cortona, i suoi dipinti nella chiesa di Sant'Agostino e a Palazzo Colonna mostrano una particolare audacia e libertà di colorazione. A Siena dipinse il Beato Galgano nella chiesa di San Francesco, e l'Assunzione per l'ospedale di Santa Maria della Scala. Ancora vivo nel 1690, morì in povertà a Roma. Talvolta è indicato anche come Locatelli.

## Opere
- Santa Rita bambina circondata dalle api, olio su tela, cappella di Santa Rita nella Basilica di Sant'Agostino in Campo Marzio, Roma, 1686 circa
- Transito di Santa Rita, olio su tela, cappella di Santa Rita nella Basilica di Sant'Agostino in Campo Marzio, Roma, 1686 circa
- Visione di Santa Rita, affresco, cappella di Santa Rita nella Basilica di Sant'Agostino in Campo Marzio, Roma, 1686 circa